# Circonscription autonomique de La Gomera
Ne doit pas être confondu avec Circonscription électorale de La Gomera.
La circonscription électorale de La Gomera est l'une des sept circonscriptions électorales des îles Canaries pour les élections au Parlement des Canaries.
Elle correspond géographiquement à l'île de La Gomera.

## Synthèse
| AGI   |       | 2 |   |   |   |   |   |   |   |   |   |   |  |  |  |
| CDS   |       |   | 1 | 1 |   |   |   |   |   |   |   |   |  |  |  |
| PSOE  |       | 2 | 3 | 3 | 2 | 3 | 3 | 3 | 2 | 1 | 1 | 1 |  |  |  |
| CC    |       |   |   |   | 2 | 1 | 1 | 1 | 1 |   |   |   |  |  |  |
| PP    |       |   |   |   |   |   |   |   | 1 |   |   |   |  |  |  |
| ASG   |       |   |   |   |   |   |   |   |   | 3 | 3 | 3 |  |  |  |
|       |       |   |   |   |   |   |   |   |   |   |   |   |  |  |  |
| Total | Total | 4 | 4 | 4 | 4 | 4 | 4 | 4 | 4 | 4 | 4 |   |  |  |  |

## Résultats détaillés

### 1983
| Parti | Parti | Députés élus                                                 |
| ----- | ----- | ------------------------------------------------------------ |
| PSOE  |       | Alonso Lino Oswaldo Trujillo Trujillo, Ramón Jerez Herrera   |
| AGI   |       | Esteban Bethencourt Gámez, Domingo Gerardo Herrera Rodríguez |

### 1987
| Parti | Parti | Députés élus                                                                    |
| ----- | ----- | ------------------------------------------------------------------------------- |
| PSOE  |       | Erasmo Juan Manuel Armas Darias, Julio Cruz Hernández, Casimiro Curbelo Curbelo |
| CDS   |       | Esteban Bethencourt Gámez                                                       |

### 1991
| Parti   | Parti | Députés élus                                                                       |
| ------- | ----- | ---------------------------------------------------------------------------------- |
| PSOE    |       | Erasmo Juan Manuel Armas Darias, Julio Cruz Hernández, José Manuel Marichal Negrín |
| CDS-AGI |       | Esteban Bethencourt Gámez                                                          |

### 1995
| Parti | Parti | Députés élus                                           |
| ----- | ----- | ------------------------------------------------------ |
| CC    |       | Esteban Bethencourt Gámez, Pedro Aniceto Medina Calero |
| PSOE  |       | Erasmo Juan Manuel Armas Darias, Julio Cruz Hernández  |

### 1999
| Parti | Parti | Députés élus                                                                  |
| ----- | ----- | ----------------------------------------------------------------------------- |
| PSOE  |       | Julio Cruz Hernández, Rosa Guadalupe Jeréz Padilla, José Ramón Mora Hernández |
| CC    |       | Esteban Bethencourt Gámez                                                     |

- Esteban Bethencourt (CC) est remplacé en octobre 1999 par Cándido Eloy Hernández Martín.

### 2003
| Parti | Parti | Députés élus                                                                  |
| ----- | ----- | ----------------------------------------------------------------------------- |
| PSOE  |       | Julio Cruz Hernández, Rosa Guadalupe Jeréz Padilla, José Ramón Mora Hernández |
| CC    |       | Esteban Bethencourt Gámez                                                     |

### 2007
| Parti | Parti | Députés élus                                                                 |
| ----- | ----- | ---------------------------------------------------------------------------- |
| PSOE  |       | Julio Cruz Hernández, Rosa Guadalupe Jeréz Padilla, Casimiro Curbelo Curbelo |
| CC    |       | Esteban Bethencourt Gámez                                                    |

- Casimiro Curbelo (PSOE) est remplacé en avril 2008 par María Mercedes Herrera Plasencia.
- Esteban Bethencourt (CC) est remplacé en novembre 2010 par Cándido Eloy Hernández Martín.

### 2011
| Parti | Parti | Députés élus                                       |
| ----- | ----- | -------------------------------------------------- |
| PSOE  |       | Julio Cruz Hernández, Rosa Guadalupe Jeréz Padilla |
| PP    |       | Milagros Bethencourt Aguilar                       |
| CC    |       | Víctor Tomás Chinea Mendoza                        |

### 2015
| Parti | Parti | Députés élus                                                                  |
| ----- | ----- | ----------------------------------------------------------------------------- |
| ASG   |       | Casimiro Curbelo Curbelo, Jesús Ramón Ramos Chinea, Melodie Mendoza Rodríguez |
| PSOE  |       | Julio Cruz Hernández                                                          |

- Julio Cruz (PSOE) est remplacé en juillet 2015 par Ventura del Carmen Rodríguez Herrera.

### 2019
| Parti | Parti | Députés élus                                                                  |
| ----- | ----- | ----------------------------------------------------------------------------- |
| ASG   |       | Casimiro Curbelo Curbelo, Jesús Ramón Ramos Chinea, Melodie Mendoza Rodríguez |
| PSOE  |       | Ventura del Carmen Rodríguez Herrera                                          |

### 2023
| Parti | Parti | Députés élus                                                                  |
| ----- | ----- | ----------------------------------------------------------------------------- |
| ASG   |       | Casimiro Curbelo Curbelo, Jesús Ramón Ramos Chinea, Melodie Mendoza Rodríguez |
| PSOE  |       | Manuel Ramón Plasencia Barroso                                                |